# Équipe de Belgique de football à la Coupe du monde 1998
Cet article relate le parcours de l'équipe de Belgique de football lors de la Coupe du monde de football de 1998 organisée en France du 10 juin au 12 juillet 1998.

## Effectif
La principale absence dans l’équipe est celle de Dominique Lemoine, blessé.

## Qualification

### Groupe 7
La Belgique termine deuxième et se qualifie pour les barrages.
| Rang | Équipe         | Pts | J | G | N | P | Bp | Bc | Diff |  | Résultats (▼ dom., ► ext.) |     |     |     |     |     |
| ---- | -------------- | --- | - | - | - | - | -- | -- | ---- |  | -------------------------- | --- | --- | --- | --- | --- |
| 1    | Pays-Bas       | 19  | 8 | 6 | 1 | 1 | 26 | 4  | +22  |  | Pays-Bas                   |     | 3-1 | 0-0 | 7-1 | 4-0 |
| 2    | Belgique       | 18  | 8 | 6 | 0 | 2 | 20 | 11 | +9   |  | Belgique                   | 0-3 |     | 2-1 | 3-2 | 6-0 |
| 3    | Turquie        | 14  | 8 | 4 | 2 | 2 | 21 | 9  | +12  |  | Turquie                    | 1-0 | 1-3 |     | 6-4 | 7-0 |
| 4    | Pays de Galles | 7   | 8 | 2 | 1 | 5 | 20 | 21 | -1   |  | Pays de Galles             | 1-3 | 1-2 | 0-0 |     | 6-0 |
| 5    | Saint-Marin    | 0   | 8 | 0 | 0 | 8 | 0  | 42 | -42  |  | Saint-Marin                | 0-6 | 0-3 | 0-5 | 0-5 |     |

### Barrages
La Belgique obtient son ticket pour la phase finale de la coupe du monde en dominant la république d'Irlande (un match nul et une victoire).
| Équipe 1             | Résultat | Équipe 2 | Aller | Retour |
| -------------------- | -------- | -------- | ----- | ------ |
| République d'Irlande | 2-3      | Belgique | 1-1   | 1-2    |

| 29 octobre 1997 | Belgique | 1 - 1 | République d'Irlande | Lansdowne Road, Dublin    |
|                 |          |       |                      | Arbitrage : Laszlo Vagner |
|                 | Rapport  |       |                      |                           |

| 15 novembre 1997 | Belgique | 2 - 1 | République d'Irlande | Stade du Roi Baudouin, Bruxelles |
|                  |          |       |                      | Arbitrage : Günter Benkö         |
|                  | Rapport  |       |                      |                                  |

## Matchs de préparation
| Date            | Ville       | Équipe 1 | Équipe 2   | Résultat |
| 25 février 1998 | Bruxelles   | Belgique | États-Unis | 2 - 0    |
| 25 mars 1998    | Bruxelles   | Belgique | Norvège    | 2 - 2    |
| 22 avril 1998   | Bruxelles   | Belgique | Roumanie   | 1 - 1    |
| 27 mai 1998     | Casablanca* | France   | Belgique   | 1 - 0    |
| 29 mai 1998     | Casablanca* | Belgique | Angleterre | 0 - 0    |
| 3 juin 1998     | Bruxelles   | Belgique | Colombie   | 2 - 0    |
| 6 juin 1998     | Bruxelles   | Belgique | Paraguay   | 1 - 0    |

*Tournoi Hassan II 1998

## Phase finale

### Premier tour

#### Groupe E
La Belgique et les Pays-Bas, se retrouvent lors de la première journée et se neutralisent (0-0). En deuxième journée les Néerlandais infligent une deuxième défaite aux Asiatiques par 5 buts à 0, tandis que Belges et Mexicains marquent deux buts chacun dans le match qui les oppose. Avec une victoire et un nul chacun, les Néerlandais et les Mexicains ont alors une petite avance sur la Belgique et se rencontrent lors de la dernière journée. Le match nul entre les deux équipes (2-2) fait les affaires des Pays-Bas, qualifiés à coup sûr à la différence de buts et finalement des Mexicains également : en effet, dans l'autre match les Belges sont incapables de battre la Corée du Sud (1-1) et sont par conséquent éliminés. La Belgique quitte le tournoi invaincue.
|   | Équipe       | Pts | J | G | N | P | Bp | Bc | Diff |
| 1 | Pays-Bas     | 5   | 3 | 1 | 2 | 0 | 7  | 2  | +5   |
| 2 | Mexique      | 5   | 3 | 1 | 2 | 0 | 7  | 5  | +2   |
| 3 | Belgique     | 3   | 3 | 0 | 3 | 0 | 3  | 3  | 0    |
| 4 | Corée du Sud | 1   | 3 | 0 | 1 | 2 | 2  | 9  | -7   |

| 9  | 13 juin 1998 | Corée du Sud | 1 - 3 | Mexique      |
| 10 | 13 juin 1998 | Pays-Bas     | 0 - 0 | Belgique     |
| 26 | 20 juin 1998 | Belgique     | 2 - 2 | Mexique      |
| 27 | 20 juin 1998 | Pays-Bas     | 5 - 0 | Corée du Sud |
| 41 | 25 juin 1998 | Belgique     | 1 - 1 | Corée du Sud |
| 42 | 25 juin 1998 | Pays-Bas     | 2 - 2 | Mexique      |

| Match 10                                                  | Pays-Bas     | 0 - 0   | Belgique                     | Stade de France, Saint-Denis                       |                                                    |
| 13 juin 1998 · 21 h 0 (UTC+1) · Historique des rencontres |              | (0 - 0) |                              | Spectateurs : 77 000 Arbitrage : Pierluigi Collina | Spectateurs : 77 000 Arbitrage : Pierluigi Collina |
| 13 juin 1998 · 21 h 0 (UTC+1) · Historique des rencontres | Kluivert 82e | Rapport | 20e Staelens · 30e Deflandre | Spectateurs : 77 000 Arbitrage : Pierluigi Collina | Spectateurs : 77 000 Arbitrage : Pierluigi Collina |

| Pays-Bas | Belgique |

| PAYS-BAS :      |    |                         |     |     |
|                 |    |                         |     |     |
| Gardien de but  | 01 | Edwin van der Sar       |     |     |
|                 | 20 | Aron Winter             |     |     |
|                 | 03 | Jaap Stam               |     |     |
|                 | 04 | Frank de Boer           |     |     |
|                 | 05 | Arthur Numan            |     |     |
|                 | 10 | Clarence Seedorf        |     | 65e |
|                 | 07 | Ronald de Boer          |     | 80e |
|                 | 11 | Phillip Cocu            |     |     |
|                 | 14 | Marc Overmars           |     |     |
|                 | 21 | Jimmy Floyd Hasselbaink |     | 65e |
|                 | 09 | Patrick Kluivert        | 82e |     |
| Remplaçants :   |    |                         |     |     |
|                 | 08 | Dennis Bergkamp         |     | 65e |
|                 | 12 | Boudewijn Zenden        |     | 65e |
|                 | 06 | Wim Jonk                |     | 80e |
| Sélectionneur : |    |                         |     |     |
| Guus Hiddink    |    |                         |     |     |

| BELGIQUE :      |    |                     |     |     |
|                 |    |                     |     |     |
| Gardien de but  | 01 | Filip De Wilde      |     |     |
|                 | 05 | Vital Borkelmans    |     |     |
|                 | 15 | Philippe Clement    |     |     |
|                 | 03 | Lorenzo Staelens    | 20e |     |
|                 | 17 | Mike Verstraeten    |     |     |
|                 | 02 | Bertrand Crasson    |     | 22e |
|                 | 21 | Danny Boffin        |     |     |
|                 | 06 | Franky Van der Elst |     |     |
|                 | 07 | Marc Wilmots        |     |     |
|                 | 10 | Luc Nilis           |     |     |
|                 | 08 | Luis Oliveira       |     | 60e |
| Remplaçants :   |    |                     |     |     |
|                 | 22 | Éric Deflandre      | 30e | 22e |
|                 | 20 | Émile Mpenza        |     | 60e |
| Sélectionneur : |    |                     |     |     |
| Georges Leekens |    |                     |     |     |

| 20 juin 1998                      | Belgique         | 2 - 2   | Mexique                             | Parc Lescure, Bordeaux                       |                                              |
| 17:30 · Historique des rencontres | Wilmots 43e, 47e | (1 - 0) | 55e (pen.) García Aspe · 62e Blanco | Spectateurs : 31 800 Arbitrage : Hugh Dallas | Spectateurs : 31 800 Arbitrage : Hugh Dallas |
| 17:30 · Historique des rencontres | (Rapport)        |         |                                     | Spectateurs : 31 800 Arbitrage : Hugh Dallas | Spectateurs : 31 800 Arbitrage : Hugh Dallas |

| 25 juin 1998                      | Belgique  | 1 - 1   | Corée du Sud      | Parc des Princes, Paris                                    |                                                            |
| 16:00 · Historique des rencontres | Nilis 7e  | (1 - 0) | 71e Yoo Sang-Chul | Spectateurs : 45 500 Arbitrage : Márcio Rezende de Freitas | Spectateurs : 45 500 Arbitrage : Márcio Rezende de Freitas |
| 16:00 · Historique des rencontres | (Rapport) |         |                   | Spectateurs : 45 500 Arbitrage : Márcio Rezende de Freitas | Spectateurs : 45 500 Arbitrage : Márcio Rezende de Freitas |

## Sources
- Site de l'URBSFA : actualité de l'équipe de Belgique (nl + fr + de + en)
- L'équipe de Belgique sur le site de la FIFA: infos et statistiques (fr + de + en + es)

1. ↑  Effectif de l'équipe de Belgique de football à la Coupe du monde de 1998 sur fifa.com